# 111街車站 (IND福爾頓街線)
111街車站（英語：111th Street station）是紐約地鐵IND福爾頓街線的一個地鐵站，位於皇后區里奇蒙山的自由大道和111街交界，設有A線（任何時候停站）列車服務。

## 車站結構
| P 月台層 | 側式月台，右側開門 | 側式月台，右側開門                                          |
| P 月台層 | 北行               | 往英伍德-207街（104街） · 深夜接駁線往尤克利德大道（104街） |
| P 月台層 | 尖峰特快           | 無服務                                                      |
| P 月台層 | 南行               | （深夜時）往勒弗茲林蔭路（總站）                            |
| P 月台層 | 側式月台，右側開門 |                                                             |
| M        | 夾層               | 閘機、車站詢問處                                            |
| G        | 街道層             | 出入口                                                      |

此高架車站在1915年9月25日啟用，設有兩個側式月台和三條軌道，中央軌道不營運。

## 外部連結

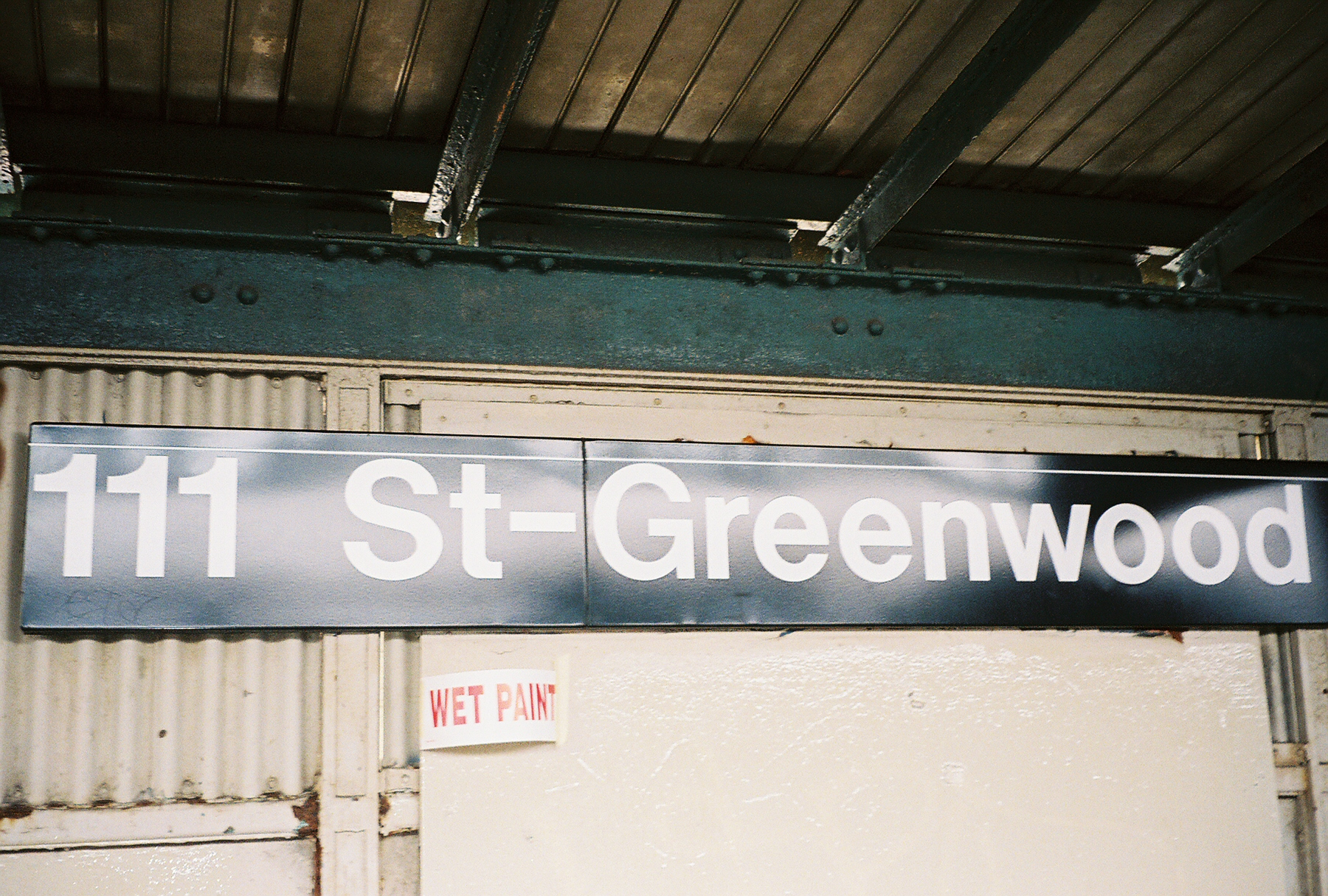
站名牌

- 维基共享资源上的相關多媒體資源：111街車站
- 111th Street entrance from Google Maps Street View
- 109th Street entrance from Google Maps Street View
- Platforms from Google Maps Street View （页面存档备份，存于）